# Opius rugatus
Opius rugatus är en stekelart som beskrevs av Fischer 1992. Opius rugatus ingår i släktet Opius och familjen bracksteklar. Inga underarter finns listade i Catalogue of Life.